# Halim el-Roumi
Halim el-Roumi (en arabe : حليم الرومي ; né en juillet 1919 au Liban et mort en 1983) est un chanteur et compositeur liban.
Né de parents libanais, il commence sa carrière artistique amateur en 1935. Plus tard, à la tête de la radio du Proche-Orient (Mahattat Ach-Charq Al Adna), il découvre le talent de la chanteuse Fairuz. Il lui compose des musiques, l'introduit dans la chorale de Radio Liban et est à l'origine de son nom de scène. El-Roumi a également été directeur de la Radio libanaise.
Il a notamment composé le poème La Volonté de vivre (arabe : إرادة الحياة) du poète tunisien Abou el Kacem Chebbi pour la chanteuse arabe Souad Mohamed. 
Il est le père de Majida El Roumi qui, elle aussi, avait repris la chanson et était passée à la télévision, dans le cadre de l'émission Studio 87 en 1987.